# Watauga megye
Watauga megye az Amerikai Egyesült Államokban, azon belül Észak-Karolina államban található. Megyeszékhelye és legnagyobb városa Boone. Lakosainak száma 54 086 fő (2020. április 1.). Watauga megye Ashe, Wilkes, Caldwell, Avery és Johnson megyékkel határos.

## Népesség
A megye népességének változása:
| Lakosok száma | 51 000 | 51 600 | 52 106 | 52 372 | 52 906 | 54 086 |
|               | 2010   | 2011   | 2012   | 2013   | 2015   | 2020   |